# 克拉林达
克拉林达（Clarinda）是美国艾奥瓦州佩奇县的城市，是佩奇县的县城。2010年人口普查的人口为5,572人，比2000年人口普查中的5,690人少。